# Mineriáda (únor 1999)
Mineriáda z února 1999 byla šestá a poslední mineriáda v postkomunistickém Rumunsku. Dne 14. února 1999 byl Nejvyšším soudem odsouzen hornický předák Miron Cozma k 18 letům vězení za vedení krvavého pochodu na Bukurešť v roce 1991. Cozma se odmítl podvolit rozsudku a označil ho za nelegální a absurdní. Unikl zatčení a přidal se k horníkům, kteří povstali na jeho obhajobu. Cozma se s horníky 16. února 1999 vydal na pochod na Bukurešť, který však zastavila policie v Stoenești v župě Olt. Cozma se pokusil o útěk v autobuse, ale o den později 17. února kolem 9:00 VEČ byl obklíčen a zatčen spolu s více než 500 horníky.
Miron Cozma byl v září 2005 definitivně odsouzen k 10 letům vězení. Dne 2. prosince 2007 byl propuštěn na svobodu.